# Conarete deepica
Conarete deepica är en tvåvingeart som beskrevs av Deshpande 1983. Conarete deepica ingår i släktet Conarete och familjen gallmyggor. Inga underarter finns listade i Catalogue of Life.